# ساندي مارتن (سياسي)
ساندي مارتن (بالإنجليزية: Sandy Martin)‏ هو سياسي بريطاني، ولد في 2 مايو 1957. نشط حزبياً في حزب العمال. في الانتخابات التشريعية البريطانية 2017، انتخب عضو برلمان المملكة المتحدة الـ57 عن دائرة إبسويتش وقد انضم خلال فترته النيابية ‏ (8 يونيو 2017 – ) للكتلة البرلمانية حزب العمال.